# Cyclone (album)
Cyclone is het elfde album van Tangerine Dream.

## Inleiding
Na het vertrek van Peter Baumann moest TD op zoek naar een vervanger. Froese en Franke had hun bestaan als duo overwogen, maar zagen dat niet zitten. Froese schakelde Steve Jolliffe in met wie hij in een protoversie van TD had gespeeld. Ook kwam drummer Klaus Krüger aan boord. Vooral Jolliffe had een grote invloed op de muziek van TD. Hij bespeelde naast synthesizers een keur aan houten blaasinstrumenten, als ook de elektronische variant de lyricon. Jolliffe werd in 1978 door Froese gevraagd, maar werd daar vlak daarna enigszins uitgelachen. TD had een arsenaal aan elektronica dat door middel van twee vrachtauto’s rondgereden moest worden. Het systeem van Jolliffe, een Roland 100. Jolliffe kwam ook met de Hohner clavinet die dan ook vaak op het album te horen is net als de Elka Stringsynthesizer. Jolliffe bracht ook zang en teksten mee (de stem van Baumann was alleen door de synthesizer te horen geweest). In de Audio Studio geluidsstudio in Berlijn kwam regelmatig David Bowie langs en vond Jolliffes zang maar zeer matig. Bowie wilde wel met TD werken, maar koos uiteindelijk voor ambientartiest Brian Eno. Pink Floyd-drummer Nick Mason zou (opnieuw) de mix verzorgen, maar kwam er weer niet uit; de band moest het zelf uitzoeken. Het leverde een album op dat de fans verdeelde, afhankelijk of je van instrumentale muziek hield of niet.   
De muziek is blijvend de typische elektronische muziek uit de Berlijnse School. Hoe experimenteel die stroming ook is, de opener van het album is opgezet volgens de klassieke opzet ABA. A staat voor de zang, B voor een lang instrumentaal gedeelte, A voor de terugkomst van de zang. Opnamen vonden plaats via een oud recept, drie man zitten al improviserend te spelen en daaruit werden de beste stukken gehaald. De optie om meer richting gecomponeerde muziek te gaan, werd al snel losgelaten; de discussies leverden te veel tijdverlies op. Jolliffe dacht bij onderzoek in verband met de uitgave van verzamelbox In search of Hades, dat er veel ongebruikt materiaal terug te vinden zou zijn. Dat bleek echter niet het geval, als er al extra materiaal was dan werd dat niet teruggevonden.
Rondom  het album werd een Europese tournee gehouden (19 februari-28 maart), alhoewel uitverkocht was Froese er niet tevreden over. Jolliffe kon weer vertrekken. Jolliffe begon aan een lange sololoopbaan met voornamelijk ambient- en new-agemuziek en verkocht zijn lyricon aan Ray Thomas, blazer van de Moody Blues. De hoes is een schilderij van Froese.

## Musici
- Edgar Froese – synthesizers, elektronica en gitaar
- Christopher Franke – synthesizers, elektronica
- Steve Jolliffe – zang (kant 1), dwarsfluit, altfluit, basfluit, althobo, klarinet, basklarinet, sopraansaxofoon, tenorsaxofoon, lyricon, synthesizers
- Klaus Krüger – slagwerk, elektronische percussie, gong, bekkens

## Muziek
| Nr. | Titel                                                                     | Duur  |
| --- | ------------------------------------------------------------------------- | ----- |
| 1.  | Bent cold sidewalk (Froese, Franke, Jolliffe, Krüger)                     | 13:05 |
| 2.  | Rising runner missed by endless sender (Froese, Franke, Jolliffe, Krüger) | 5:00  |

| Nr. | Titel                                                | Duur  |
| --- | ---------------------------------------------------- | ----- |
| 1.  | Madrigal meridian (Froese, Franke, Jolliffe, Krüger) | 20:28 |

Het album viel destijds qua verkoop tegen, niet iedere fan kon het gezang van Jolliffe waarderen. Echter de instrumentale track Madrigal meridian, die als een orkaan voortraast, maakte kennelijk veel goed, want het album stond vier weken in de Britse albumlijst.
| Hitnotering: 01-04-1978 t/m 29-04-1978 | Hitnotering: 01-04-1978 t/m 29-04-1978 | Hitnotering: 01-04-1978 t/m 29-04-1978 | Hitnotering: 01-04-1978 t/m 29-04-1978 | Hitnotering: 01-04-1978 t/m 29-04-1978 | Hitnotering: 01-04-1978 t/m 29-04-1978 |
| Week:                                  | 1                                      | 2                                      | 3                                      | 4                                      |                                        |
| -------------------------------------- | -------------------------------------- | -------------------------------------- | -------------------------------------- | -------------------------------------- | -------------------------------------- |
| Positie:                               | 37                                     | 38                                     | 38                                     | 42                                     | uit                                    |